# Hohenwarthe

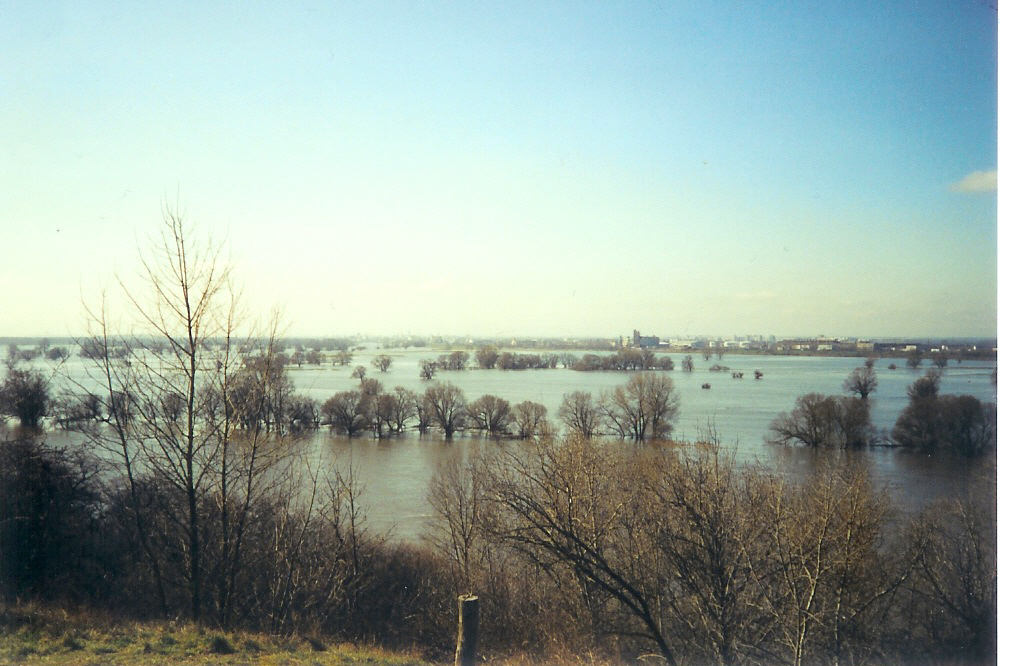
Blick vom Weinberg auf die Elbaue bei Hochwasser in Richtung Magdeburg

Hohenwarthe ist eine Ortschaft der Gemeinde Möser im Landkreis Jerichower Land in Sachsen-Anhalt.

## Geographie

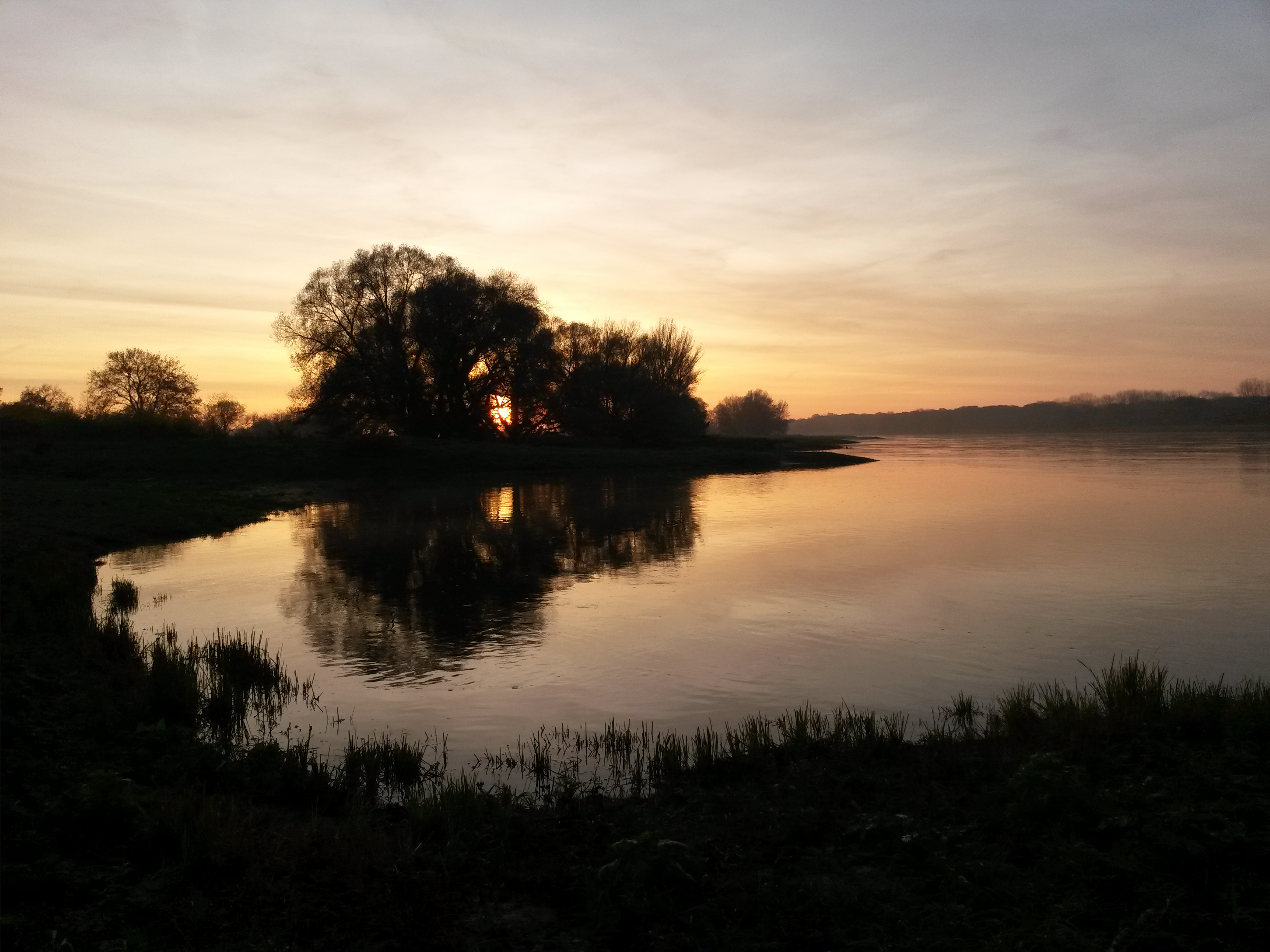
Elbe bei Hohenwarthe im Biosphärenreservat Flusslandschaft Elbe

Der Ort ist unmittelbar umgeben von wichtigen Verkehrswegen: Am westlichen Ortsrand fließt die Elbe vorbei, im Norden überquert der Mittellandkanal die Elbe in einer Trogbrücke und südlich verläuft die Autobahn A 2 mit ihrer Anschlussstelle Lostau-Hohenwarthe. Die Kreisstadt Burg (bei Magdeburg) und das Zentrum der Landeshauptstadt Magdeburg sind jeweils 13 Kilometer entfernt. Hohenwarthe liegt an einem zehn Meter hohen Steilufer am Fuße des südlich gelegenen 75 Meter hohen Weinberges und ist von Kiefernwäldern umgeben. Zu Hohenwarthe gehören die Ortsteile Kanalsiedlung und Waldschänke.

## Geologie
Die Landschaft der Ortschaft Hohenwarthe wurde von den zwei letzten Eiszeiten, der Saaleeiszeit vor ca. 230.000 bis 130.000 Jahren und der Weichseleiszeit vor ca. 115.000–10.000 Jahren, geformt. In den Eiszeiten kam es zu größeren Klimaschwankungen, in denen sich das Eis von Norden kommend nach Süden vorschob und in wärmeren Perioden wieder abschmolz. So ist der Weinberg mit einer Höhe von 75,5 m ü. NHN eine Endmoräne des Warthestadiums (vor ca. 130.000 Jahren) der Saaleeiszeit. Er besteht aus Schmelzwassersanden und Geschiebemergel, die beim Abschmelzen der Eismassen an der Gletscherstirn während der Haupteisrandlagen abgelagert wurden. Der Weinberg als der westlichste Ausläufer des Fläming bietet einen guten Blick auf die um ca. 35 m tiefer liegende Elbaue, die im Zuge des Breslauer-Magdeburger Urstromtals entstanden ist. Der Weinberg ist als Naturschutzgebiet und als Geotop des Landes Sachsen-Anhalt eingetragen.

## Geschichte

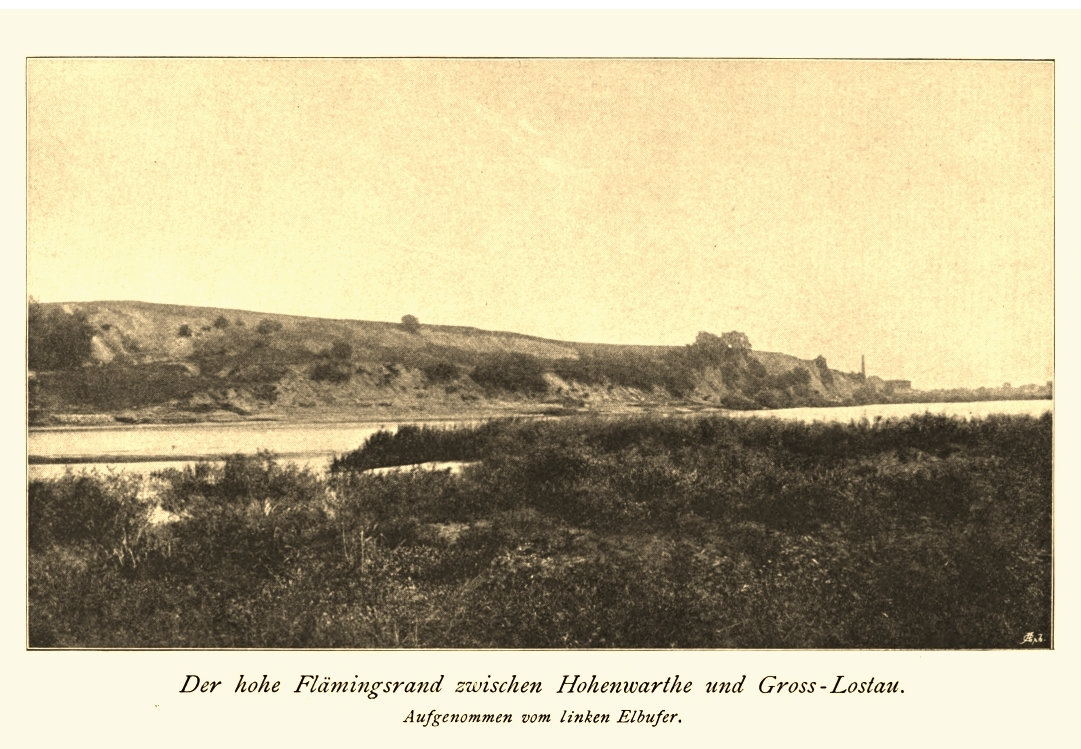
Weinberg bei Hohenwarthe

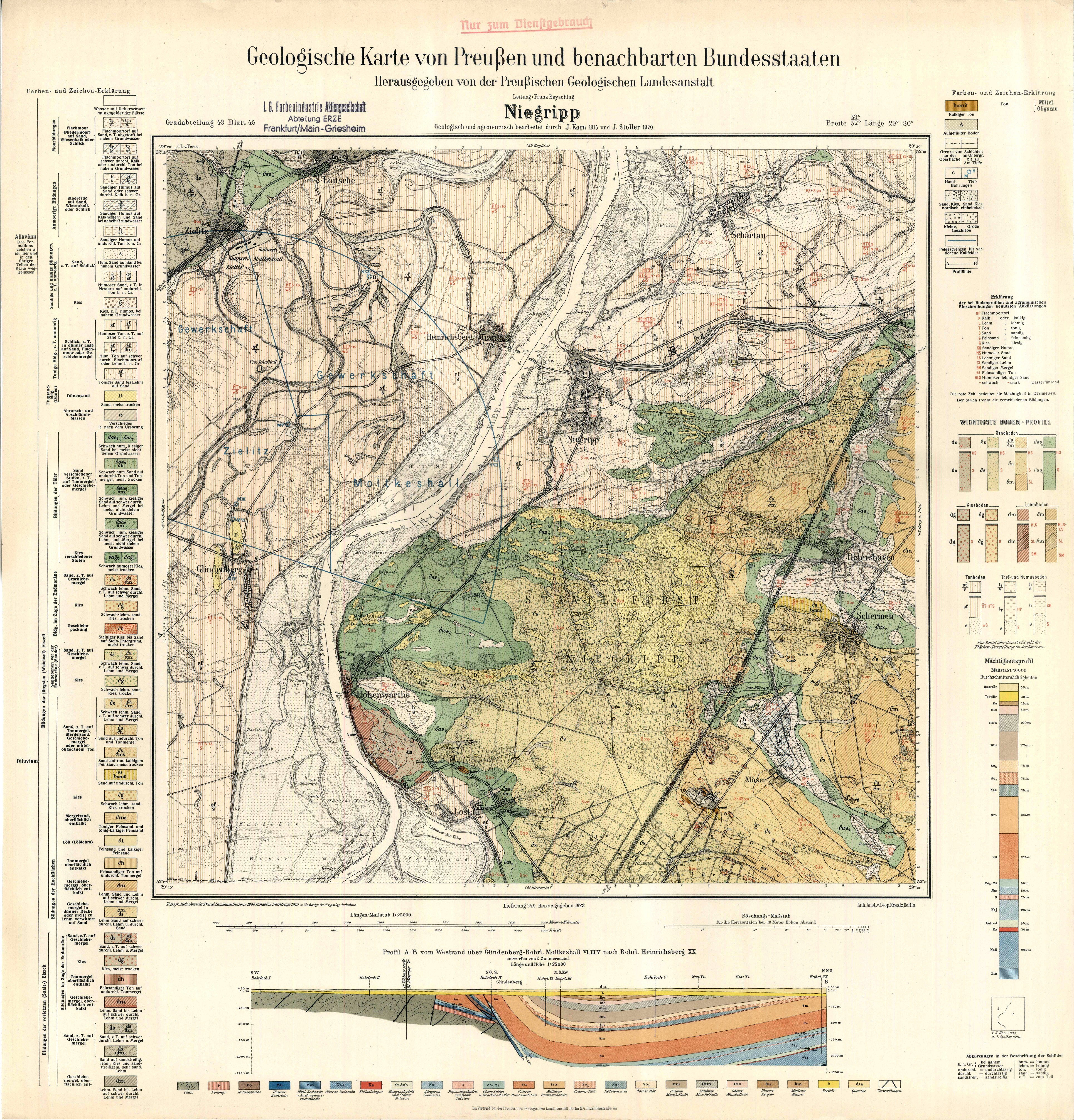
Geologische Karte von Preußen, erstellt von Johannis Korn, Jakob Stoller, Ernst Zimmermann, Franz Beyschlag (Leitung)

Die heutige Hohenwarther Region war schon zur Jungsteinzeit (um 2500 v. Chr.) von Menschen bewohnt. Die deutschstämmige Ortsbezeichnung Hohen-Warte, die auf die hohe Lage an der Elbe Bezug nimmt, weist auf eine germanische Ortsgründung im 12. Jahrhundert hin. Als der Magdeburger Erzbischof Albrecht II. (Albrecht I. von Käfernburg) 1225 den damals als Honwarde bezeichneten Ort von einem Friedrich von Honwarde für den Dominikanerorden erwarb, wurde das Dorf erstmals urkundlich erwähnt. Es wurde zu einem Klostergut, das Schafzucht betrieb.
Zu dieser Zeit sollen die Mönche auch Wein angebaut haben, von daher hat der nahe gelegene Weinberg seinen Namen. Magdeburger Prämonstratenser-Chorherren begannen um 1250 mit dem Bau einer Kirche. Sie wurde später der Pfarre Glindenberg als Filial unterstellt. Im Jahre 1300 verlegte die Elbe nach einer starken Flut ihr Bett bei Hohenwarthe weiter nach Osten, sodass die dorfeigenen Wiesen danach auf dem Westufer lagen. Um 1310 ließ der Magdeburger Erzbischof Burchard III. (Magdeburg) an der Elbe bei Hohenwarthe ein Schloss und eine Zollstation für Magdeburger Güter errichten, die per Schiff auf der Elbe transportiert wurden. Die Zollstation wurde jedoch schon bald wieder von den Bürgern der Stadt Magdeburg zerstört, da diese den Zoll als ungerecht und willkürlich empfanden und sich in ihren Handelsrechten eingeschränkt fühlten.
Die Zollau, die heute ein alter und verlandeter Elbarm ist und zum Ortsteil Glindenberg der Stadt Wolmirstedt gehört, liegt auf den Elbwiesen gegenüber von Hohenwarthe und hat ihren Namen von der ehemaligen Zollstation. Später wurde dort das Vorwerk (Befestigung) Neuhof erbaut, wo die Hohenwarther Bauern ihre Steuern in Form von Getreide abliefern mussten, solange die Zugehörigkeit zum Holzkreis und zum Amt Wolmirstedt andauerte.
1539 hatte Hohenwarthe unter der Pest zu leiden. Moritz von Sachsen belagerte während des Schmalkaldischen Krieges im Jahr 1551 die Stadt Magdeburg. Am 6. März 1551 überfielen ca. 100 Magdeburger Knechte und Fischer, die mit 13 Kähnen von der Neustadt die Elbe stromabwärts fuhren, das Dorf Hohenwarthe, das von sächsischen Truppen besetzt war. Nach einem Gefecht wurde das Dorf geplündert und die Magdeburger kehrten mit zehn gefangenen Knechten zurück in die Stadt. Der „Papenbruch“ oder auch „faffenbruch“, im Magdeburger Kammeratlas (Blatt 38) kartografiert und am nördlichen Rand von Hohenwarthe gelegen, wurde schon im Kirchen-Visitations-Protokoll von 1562 bis 1564 erwähnt. Er war zu der Zeit ein Grundstück im Besitz der Kirche und gehörte zur Pfarr(stellen)ausstattung, wobei „Pape“ auf den Pfarrbesitz hinweist.
Dem damaligen Pfarrer, der die Gemeinde Hohenwarthe betreute, war dieser Papenbruch „das Busch Holz der Papenbruch gemein, ist sehr verwüstet, kann wenig geniessen“ als Teil seines Lebensunterhalts zur Bewirtschaftung überlassen worden. Zum Schutz gegen das Elbehochwasser wurde 1609 von Hohenwarthe aus mit dem Bau eines Deichs bis nach Havelberg begonnen. Während des Dreißigjährigen Krieges musste das Dorf ab dem 27. Mai 1629 die Einquartierung eines Kommandos des Generals Gottfried Heinrich zu Pappenheim hinnehmen, der zeitweise sein Hauptquartier in Rothensee hatte und zum Heer Wallenstein gehörte. Die Truppen bauten auf Befehl von Wallenstein eine Schanze, die zwischen Hohenwarthe und Rothensee an der Elbe lag. Mit Hilfe der Anlegung dieser von insgesamt fünf angelegten Schanzen um die Stadt sollte Magdeburg von Norden her auf der Elbe abgeriegelt werden, um so den Kornhandel mit der Stadt Magdeburg zu unterbinden oder unter ihre Kontrolle zu bringen und nur noch Schiffe, die mit einem Passierschein, der von Wallenstein persönlich ausgestellt wurde, passieren zu lassen.
Am 28. Juli des Jahres setzte Wallenstein, der bereits am 23. Juli aus Güstrow nach Wolmirstedt gekommen war, bei Hohenwarthe über die Elbe, um die von Pappenheims Kommando neu errichtete Schanze zu besichtigen. Am 30. Juli 1629 setzte Wallenstein dann seine Reise von Wolmirstedt nach Halberstadt fort. Im September 1630 wurde Wallenstein auf Befehl des Kaisers Ferdinand II. (HRR) entlassen und durch Tilly ersetzt. 1631 ließ Tilly Hohenwarthe brandschatzen. Im Kirchen-Visitations-Protokoll des Holzkreises der Schulen und Kirchen von 1650 ist unter anderem aufgelistet was nach Ende des Dreißigjährigen Krieges an der Kirche zerstört und abhandengekommen ist:
„Das Kirchengebäude ist allenthalben sehr Baufällig der Steinern giebel nach der Elbewärts halb herunter gefallen, das Dach über und über sehr vernichtet, das es mit 20. Thaler kaum wieder gemachet werden kan. Alles in Gebäude an Boden, Stühlen und Bänken heraus gerißen, die Fenster deren 9 gewesen, auch alle vernichtet, biß auf 2 große und ein kleines, so noch etwas gut. Glocken sind zwey gewesen alß eine große und ein klein Stimmglöcklein so in diesem Kriegswesen beyde wegkomen. Den Kirchen- ornat und Mobiliar, alß ein überguldeter Kelch sambt der Patenen, Messgewandt, Altar- und Tauftuch, Klingebeutel, Leuchter, Taufkeßel, Bücher und Register p.(u.s.w.) sind in diesem Kriegswesen alle wegkommen. Ein Zinnerner Kelch ist inzo (insoweit) wieder vorhanden, welcher von neuen hierin angeschaffet.“
Der Spruch „Ich erkenne meine Pappenheimer schon am Gang“ stammt aus der Zeit der Belagerung der Stadt Magdeburg während des Dreißigjährigen Krieges und war auf die Truppen des Generals von Pappenheim bezogen.
In Hohenwarthe war dieser Spruch noch in den 1970er Jahren geläufig, und der Sprecher dieses Spruches nahm für sich in Anspruch, dass er offenbar so schlau sei, eine zwielichtige Person schon an ihrem Gang erkennen zu können. 1656 wurde im Turm der Kirche wieder eine kleine Glocke angebracht, die drei Zentner und zehn Pfund schwer war.
Im Jahr 1658 wurde die Kirche dann in der Amtszeit des damaligen Pastors Christian Becker restauriert. 1669 fiel das Dorf erneut einem Brand während eines schweren Gewitters zum Opfer, dem lediglich die Kirche widerstand.
Mit der 1680 erfolgten Umwandlung des Erzbistums in das Herzogtum Magdeburg gelangte Hohenwarthe unter brandenburgisch-preußische Herrschaft, es wurde dem Amt Wolmirstedt unterstellt.
Im „professions Eydt“ der Gemeinde von 27. August 1684 ist aufgeführt das die Bewohner der Gemeinde für den „freien gebrauch der Ambtsfehre auf der Elbe zu Hohenwarthe 1 Flöhthanen (einen Flößen Hahn als jährlichen Abgaben für die Überquerung des Flusses) à 2 Groschen an das Ambte“ Wollmirstedt zu entrichten hatten. Auch wurde in diesem Protokoll unter anderem festgehalten, dass die Gemeinde das Recht der freien Fischerei auf der Elbe besaß: „Hierbey ist noch zu gedencken, daß das Dorff die Fißherey an gewißen örthern auff der Elbe habe“.
Der Magdeburger Festungsbaumeister Gerhard Cornelius von Walrave ließ sich zum Ärger der Hohenwarther Bauern, die dadurch am Weinberg von ihren besten Weiden, der zur „Königlichen Schäfereiwiese“ und der zur Gemeinde gehörigen „Hütungswiese“ für ihre Pferde abgeschnitten wurden im Jahr 1715 auf dem Weinberg ein stattliches Schloss mit dem Namen „Liliput“ als Sommersitz errichten. Vor dem Schloss wurden fünf Kanonen aus dem Dreißigjährigen Krieg aufgestellt. Nachdem Walrave wegen umfangreicher Unterschlagungen zu Festungshaft verurteilt worden war, wurde das Schlossinventar eingezogen und versteigert. Für das Schloss fand sich keine Verwendung mehr und es verfiel.
Die im Jahr 1656 im Kirchturm aufgehängte Glocke zersprang dann im Jahr 1740 wehrend des läuten anlässlich einer Königlichen Trauerfeier. Im Jahr 1793 bittet die Gemeinde Hohenwarthe, dass sie kirchlich zu Lostau gelegt werden möchte. Der Pastor von Glindenberg (so wird gesagt) musste zu seinen Amtshandlungen in Hohenwarthe auf einen Kahn über die Elbe setzen. Kranke und Sterbende blieben oft ungetröstet, weil die Fahrt häufig mit Lebensgefahr verbunden und zur Winterszeit nicht selten unmöglich war. Von Neujahr bis Ostern müssten die Konfirmanden täglich über die Elbe gefahren werden, bei böser Witterung blieben sie die Nacht in Glindenberg. Sonntags war die Gemeinde nicht selten in der Kirche versammelt, aber der Pastor stand auf dem jenseitigen Elbufer und konnte nicht herüberfahren. Und so wurde durch eine königliche Kabinettsorder vom 10. April 1794 die Pfarramtliche Verbindung zwischen Glindenberg und Hohenwarthe im Jahr 1794 aufgehoben und Hohenwarthe mit Lostau verbunden.
Im Jahr 1797 bekam die Kirche dann eine neue Glocke samt Glockenknüppel und Riemen. Der Prediger Schindelhauer aus Lostau leistete für diesen Umguss der Glocke einen Vorschuss von 50 Reichstalern. an den Glockengießer Ziegener aus seiner eigenen Tasche, die er dann wieder erstattet bekam. 1807 wurde von der Gemeinde Hohenwarthe ein Antrag auf kirchlicher Wiedervereinigung von Hohenwarthe und Glindenberg gestellt, Grund war der Verlust von Einnahmen der Gemeinde Hohenwarthe durch die Trennung von Glindenberg. Dies wurde aber vom Konsistorium in Magdeburg abgelehnt.

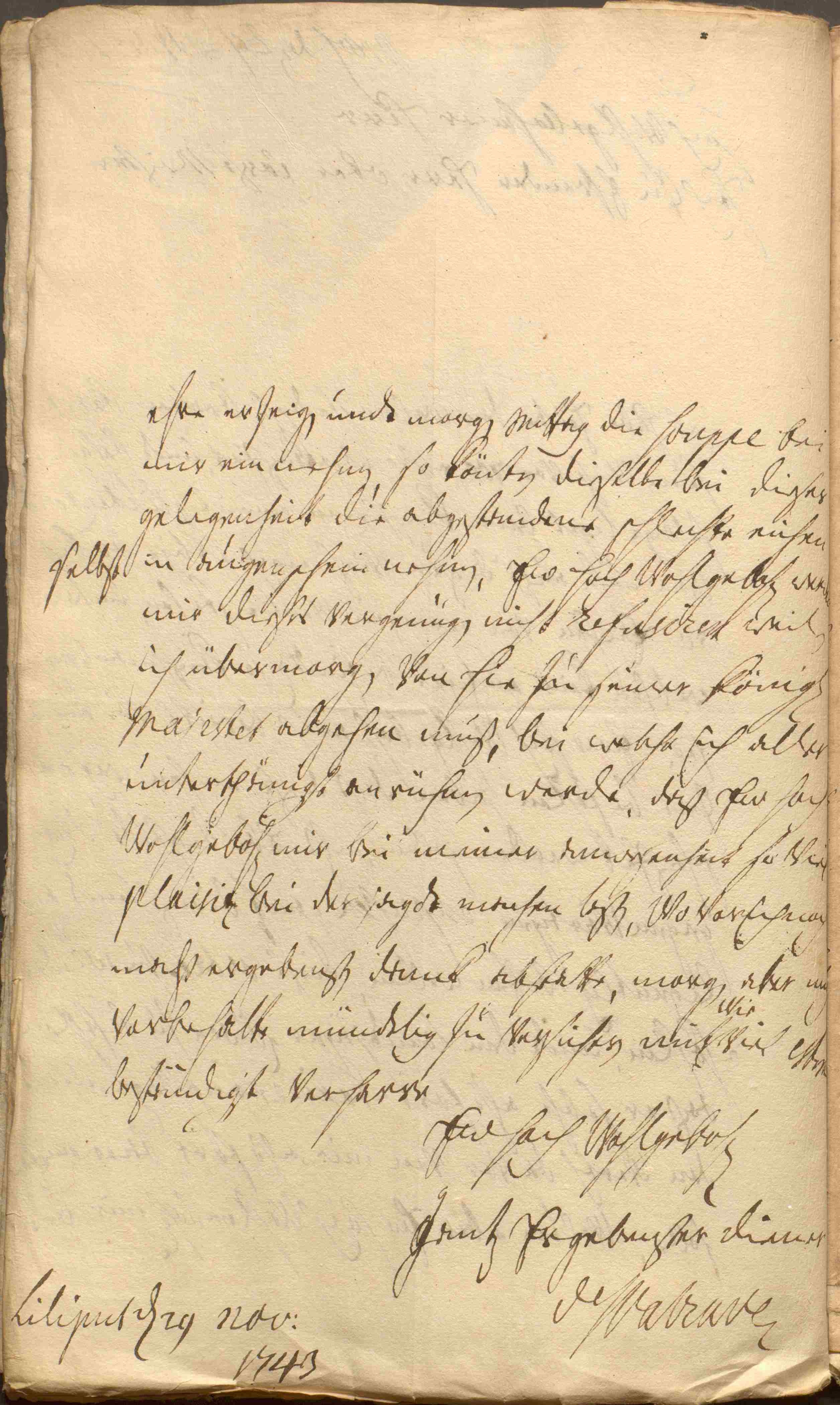
Akte aus dem Landesarchiv Sachsen-Anhalt, A11b Oberforstmeister des Herzogtums Magdeburg zu Colbitz. Nr. 1499

Mit der preußischen Verwaltungsreform von 1815 ergab sich für den Ort, der jetzt 173 Einwohner hatte, auch eine politische Neuzuordnung, er wurde dem neuen Kreis Jerichow I mit der Kreisstadt Burg unterstellt. 1827 ist das im Jahr 1818 erweiterte Schul- und Küsterhauses abgebrannt und wurde bis 1829 wieder aufgebaut mit der Auflage, dass das Schul- und Küstergebäude zu Hohenwarthe nach ihrem wahren Wert bei der Feuerkasse versichert wird. Nachträglich wurde auch noch ein dazugehöriges „Abtritts Gebäude“ Toilette von der Gemeinde errichtet.
Die 1846 eröffnete Bahnstrecke Magdeburg–Potsdam berührte zunächst auch Hohenwarthe. Im Jahr 1849 wurde durch ein Umlageverfahren, das von allen Bürgern der Gemeinde im Verhältnis zu ihrem Klassenstand zu zahlen war, eine Feuerspritze angeschafft, die 400 Reichstaler kostete und wozu die Magdeburgsche Land-Feuer-Societät 75 Reichstaler als Bonifikation dazu gezahlt hat.
Zuvor waren nur zwei Wasserfässer nebst Schoppen als gemeinschaftliche Feuerlösch-Gerätschaften in der Gemeinde vorhanden. 1873 wurde die Bahnstrecke Magdeburg-Potsdam dann weiter in Richtung Osten entlang der Ortschaft Möser verlegt, da das häufig auftretende Hochwasser der Elbe eine ständige Bedrohung für die alte Bahnstrecke entlang der Gemeinde Hohenwarthe und Lostau (siehe Karte) war. Und somit wurde dann die Bahnstrecke von Magdeburg über Lostau und Hohenwarthe nach Burg wieder geschlossen und der Ort verlor seine Zuganbindung.
Zu Beginn des 20. Jahrhunderts verbesserten sich die Straßenverhältnisse, zunächst 1905 durch den Bau der Chaussee nach Körbelitz, mit der auch eine Anbindung zur Fernstraße Magdeburg–Potsdam hergestellt wurde, und später mit dem Bau der Straße nach Burg über Niegripp, die 1909 fertiggestellt wurde. Bis zu Beginn des Ersten Weltkriegs hatte sich die Zahl der Einwohner auf über 600 erhöht. Der Krieg forderte das Leben von 33 Hohenwarther Soldaten, denen 1920 ein Ehrenmal errichtet wurde.
1927 wurde erstmals eine Autobusverbindung nach Magdeburg aufgenommen, der später auch eine zur Kreisstadt Burg folgte. Die Bauarbeiten für den Mittellandkanal erreichten Hohenwarthe 1928, in deren Verlauf im Ort eine Brückenüberführung für die Straße nach Niegripp errichtet wurde. Als Orientierungspunkt für den aufkommenden Flugverkehr wurde 1935 auf dem Weinberg ein Leuchtturm aufgestellt. Am 10. Januar 1937 wurde südlich von Hohenwarthe die die Elbe überspannende Autobahnbrücke der Strecke Magdeburg–Berlin dem Verkehr übergeben. 1939 hatte Hohenwarthe 1056 Einwohner. Bedingt durch den Zweiten Weltkrieg wurden 1942 die Arbeiten am Mittellandkanal eingestellt. Die Elbüberführung und das Kanalbett nördlich von Hohenwarthe sowie das bereits halb fertiggestellte Doppelschiffshebewerk blieben unvollendet zurück.
Im April 1945 wurde die Autobahnbrücke von der deutschen Wehrmacht gesprengt. Eine nach Kriegsende von den Amerikanern errichtete Holzbrücke diente für mehrere Jahre als Ersatz. Erst 1952 wurde wieder eine feste Brücke gebaut, die allerdings nur einspurig befahren werden konnte. Im gleichen Jahr führte die DDR-Regierung eine territoriale Neuordnung durch, in deren Folge Hohenwarthe in den Kreis Burg eingegliedert wurde. Im Zuge der Kollektivierung der Landwirtschaft gründeten zwanzig Landwirtschaftsbetriebe und Landarbeiter am 25. Oktober 1952 eine Landwirtschaftliche Produktionsgenossenschaft (LPG).
Im Sommer 1963 fanden an der Elbe bei Hohenwarthe Filmaufnahmen der DEFA für den Spielfilm Karbid und Sauerampfer mit dem Hauptdarsteller des Films Erwin Geschonneck statt, dazu wurde die alte nicht fertiggestellte Überführung des Mittellandkanals über die Elbe in Szene gesetzt und per Filmtrick zu einer zerstörten Verkehrsbrücke umgestaltet.
Zwischen 1958 und 1968 sank die Einwohnerzahl von 1098 auf 1057. Neben der LPG waren im Ort zu dieser Zeit noch acht Handwerksbetriebe tätig, darunter drei Schneider, ein Bäcker, ein Schuster und ein Stellmacher. Eingestellt wurde 1969 nach über 250 Jahren der Fährverkehr über die Elbe.
Mit Ministerratsbeschluss vom 16. April 1970 sollte in der DDR ein neues Atomkraftwerk gebaut werden. Einer von mehreren Standorten für dieses Kraftwerk wurde in Hohenwarthe erkundet und erhielt mit Bearbeitungsstand: „Standortstudie 1971/72 IVE“ den Namen „Hohenwarthe-Ost, Kreis Burg“. Ende 1971 wurde der Aufbaustab KKW III mit Sitz in Rheinsberg gegründet. Die neuen sowjetischen 1000 MW Reaktoren sollten zum Einsatz kommen. Das KKW III, auch KKW Magdeburg genannt, sollte in der Nähe des Ballungszentrums Magdeburg entstehen. Hohenwarthe an der Elbe war der aussichtsreichste Standort. Der Aufbaustab zog Mitte 1972 nach Burg bei Magdeburg um.
Als Wohnunterkunft für die ersten Mitarbeiter wurde eine Hoteletage in einem Hotel in Möser in Nähe der Autobahn angemietet. Für dieses Bauvorhaben sollte im Külzauer Forst links der heutigen Bundesautobahn 2 in Fahrtrichtung Berlin eine Sperrfläche für diesen Bebauungsplan von 2600 m × 1600 m Größe und eine Schutzzone von 1500 Metern im Radius ab den geplanten Reaktoren eingerichtet werden. Auf Bitten der sowjetischen Seite wurde der Reaktortyp in WWER 440 geändert (im Bau befindlich war zu dieser Zeit nur der WWER-1000-Prototyp in der UdSSR).
Mit den WWER 440 war dann auch Hohenwarthe als Standort laut DDR Atomgesetz nicht mehr möglich. Das Arneburger Plateau mit dem Dorf Niedergörne Kreis Osterburg (Altmark) wurde der neue Standort des geplanten Kernkraftwerk Stendal. 1974 wurde in Hohenwarthe eine Kaufhalle eröffnet, 1976 schlossen sich die LPG in Hohenwarthe und Lostau zur LPG ‚Karl Marx‘ zusammen, die sich auf Viehzucht spezialisierte. Die Hohenwarther Schule wurde 1979 geschlossen, neuer Schulstandort war künftig Niegripp. In den 1980er Jahren wurde eine zentrale Wasserversorgung eingerichtet, an die fast alle Haushalte angeschlossen werden konnten. 1984 begann in Eigeninitiative der Bau von 43 Eigenheimen.
Große Veränderungen für Hohenwarthe brachten die Jahre nach der politischen Wende von 1989. Mit der 1993 begonnenen Erschließung des Wohngebietes Eulenbruch stieg die Einwohnerzahl auf über 1400 an. Am 11. Dezember 1997 wurde die auf sechs Spuren erweiterte Hohenwarther Autobahnbrücke in Betrieb genommen, 2003 waren die Trogbrücke und das in Richtung Osten führende Kanalbett des Mittellandkanals fertiggestellt. In den Jahren 2004 und 2006 wurden mit Hoppegang und Schulplatz zwei weitere neue Wohnungsbauareale zur Verfügung gestellt.
Hohenwarthe gehörte von 2005 bis 2009 zur Verwaltungsgemeinschaft Biederitz-Möser. Bis zum 31. Dezember 2009 war Hohenwarthe eine selbstständige Gemeinde. Letzter Bürgermeister Hohenwarthes war Peter Bergmann. Am 1. Januar 2010 wurde Hohenwarthe in die Gemeinde Möser eingegliedert.

## Politik

### Bürgermeister
Als Ortschaft der Einheitsgemeinde Möser übernimmt ein sogenannter Ortschaftsrat die Wahrnehmung der speziellen Interessen des Ortes innerhalb bzw. gegenüber den Gemeindegremien. Er wird aus sieben Mitgliedern gebildet. Als weiteres ortsgebundenes Organ fungiert der Ortsbürgermeister, dieses Amt wird zur Zeit von Frank Winter (CDU) wahrgenommen.

### Wappen
| | Blasonierung: „Geteilt von Rot über Silber; belegt mit zwei ins Andreaskreuz gelegten Fischen in verwechselten Tinkturen.“ |
| Wappenbegründung: Die beiden gekreuzten Fische entstammen einer Bodenreformmarke, die vermutlich auf das alte Siegel der Gemeinde zurückzuführen ist. Die Tingierung erfolgte auf Grund der Zugehörigkeit zum ehemaligen Erzbistum Magdeburg und späteren als ein Herzogtum zum Herzogtum Magdeburg. Die Fische symbolisieren die einst ausgeübte Flussfischerei. Das Wappen wurde von der Heraldischen Gesellschaft „Schwarzer Löwe“ Leipzig gestaltet und am 16. November 1992 durch das Ministerium des Innern genehmigt. | |

## Bauwerke
- Die evangelische Kirche von Hohenwarthe steht unmittelbar am Hochufer der Elbe. Sie wurde in für die Gegend des Fläming typischer Bauweise mit Bruchsteinen (Baumaterial) aus Gommern und Feldsteinen, die aus der Umgebung des Ortes stammten[23], im spätromanischen Baustil errichtet und besteht aus dem Kirchenschiff, einem etwas schmaleren Altarraum und einer halbkreisförmigen Apsis. Das ehemalige Nordportal wurde später zugemauert, die Fenster erhielten bei Umbauarbeiten im Jahre 1658 barocke Formen. Der Westgiebel erfuhr um 1880 mit einer offenen Glockenarkade und achteckigem Helm aus Backsteinen eine auffallende Umgestaltung. Auch wurde an der Südseite in westlicher Richtung eine kleine Vorhalle als Eingang zur Kirche nachträglich aus Backsteinen angebaut. Von dem alten romanischen Taufbecken ist nur noch der Fuß erhalten, er befindet sich im Eingangsbereich der Vorhalle links an der Wand. Rechts vor dem Eingang außerhalb der Kirche stand früher der alte Aufsatz der ehemaligen Wetterfahne, die auf der Kirchturmspitze aufgesetzt war. Die Wetterfahne trug die Jahreszahl 1749 und verwies auf den in diesem Jahr neu erbauten Kirchturm hin. An der Nordseite der Kirche ist eine zugemauerte rundbogige Pforte zu erkennen, bei der es sich um eine Priesterpforte, im Volkstümlichen auch als „Frauenpforte“ bezeichnet, handelt (siehe Evangelienseite), die sich links neben einem mit Backsteinen umfassten Fenster befand. Das Kirchenschiff wird innen mit einer flachen Decke abgeschlossen, die mit Schablonenmalereien verziert ist. Schiff und Altarraum werden durch einen so genannten runden Triumphbogen getrennt. An der West- und Nordseite des Kirchenraums sind Emporen angebracht, die ebenso wie das meiste Inventar um 1700 angefertigt wurden. Noch aus romanischer Zeit stammt die Altarplatte, während der Altaraufsatz in der Spätgotik der zweiten Hälfte des 15. Jahrhunderts geschnitzt wurde. Sowohl der Mittelteil als auch die beiden Flügel sind kunstvoll mit biblischen Figuren geschmückt. Die Kirchturmglocke wurde 1797 in der Werkstatt des Magdeburger Glockengießers Christian Gotthold Ziegener aus dem Material der alten zersprungenen Glocke, ergänzt um einen Materialzusatz, neu gegossen und im Glockenturm der Kirche wieder aufgehängt. Das Gewicht dieser Glocke beträgt 3 Zentner und 72 Pfund laut dem damaligen offiziellen Waagezettel. Die Arbeitskosten der Gemeinde für diesen Umguss der Glocke wie der Transport der Glocke zum Glockengießer Ziegener nach Magdeburg und zurück, das Einrüsten des Kirchturms zum Ab- und Aufhängen der Glocke im Glockenturm und bereitgestellte Nebenmaterialien für den Umguss der Glocke betrugen 35 Reichstaler. und 12 Groschen und mussten von der Gemeinde getragen werden. Die Kosten für das Gießen der Glocke betrugen 49 Reichstaler, 13 Groschen und 6 Pfennig und wurden aus dem hiesigen Kirchen-Bau-Fond, gültig für die Abrechnungsjahre 1799/1800, an den Glockengießer Ziegener bezahlt. Die[24] Glocke trägt an der Ostseite die Namen „Johann Karl Schindelhauer Pastor zu Hohenwarthe I.A. May Kantor I.C. Borg Schulze“ und an der Westseite „I.P. Schlüter, Müller (die Kirchväter, Kirchvater) Es goß mich C.G. Ziegener Magdeburg, 1797“ als Inschrift. Das Dach der Kirche ist mit einer doppelten Biberschwanz-Eindeckung aus Ton eingedeckt, da der damals zuständige Landbaumeister des Herzogtum Magdeburg Christoph Friedrich Berghauer schon im Jahr 1775[25] bei einer zu dieser Zeit geplanten Neueindeckung des Daches der Meinung war, dass diese Art der Eindeckung die zweckmäßigste sei: „Diese Kirche stehet bekanter maßen auf einen hohen Berg und ist denen Wind Stürmen sehr exponirt, es würde dahero das sicherste Mittel sein diese Kirche mit einen doppelten Biberschwanz Dach zu bedecken.“ Südlich des Dorfes befindet sich seit 1984 die Bockwindmühle Hohenwarthe.
- Bockwindmühle Hohenwarthe
- Wasserstraßenkreuz Magdeburg
- Schleuse Hohenwarthe
- Elbebrücke Hohenwarthe

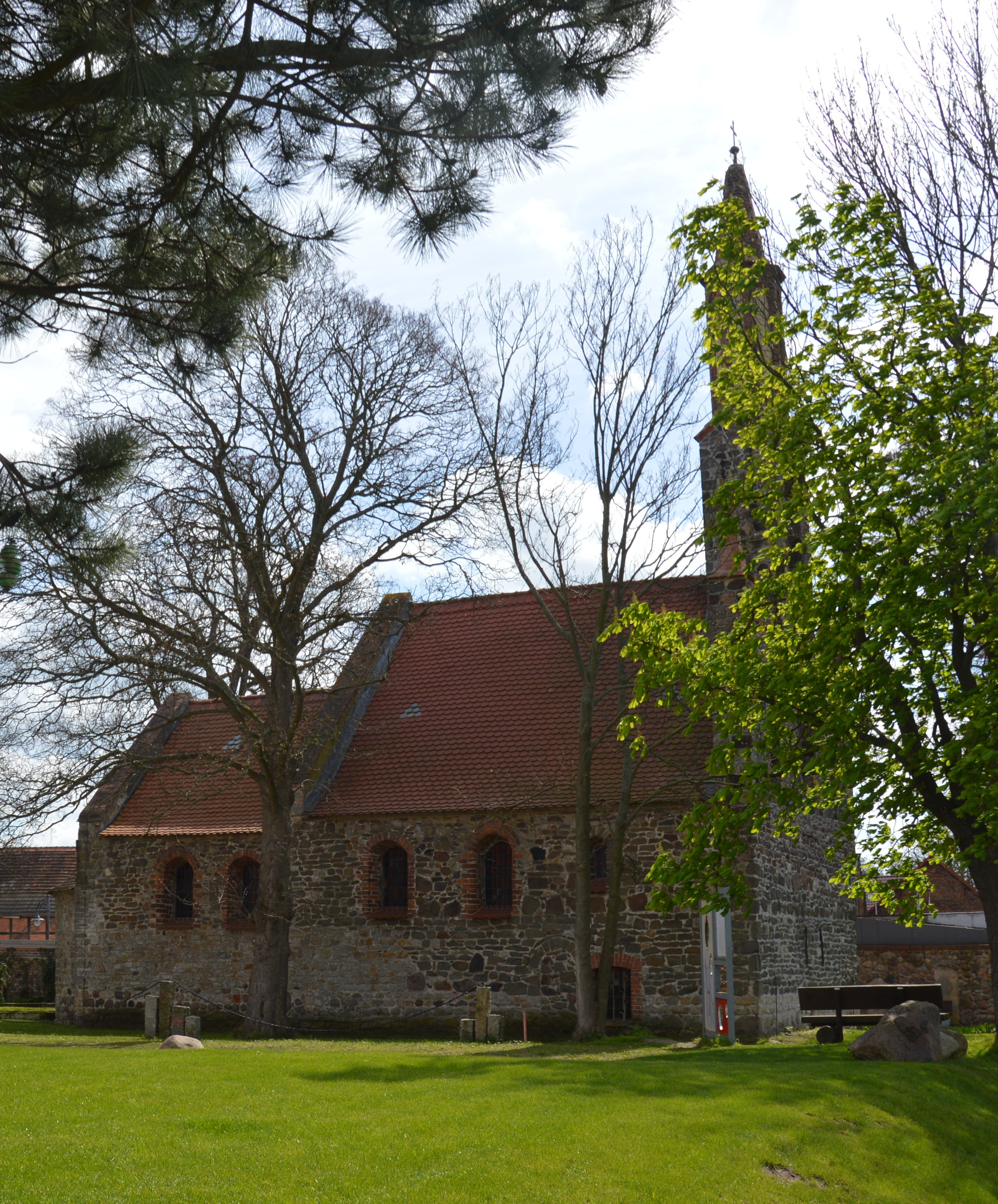
Kirche von Norden
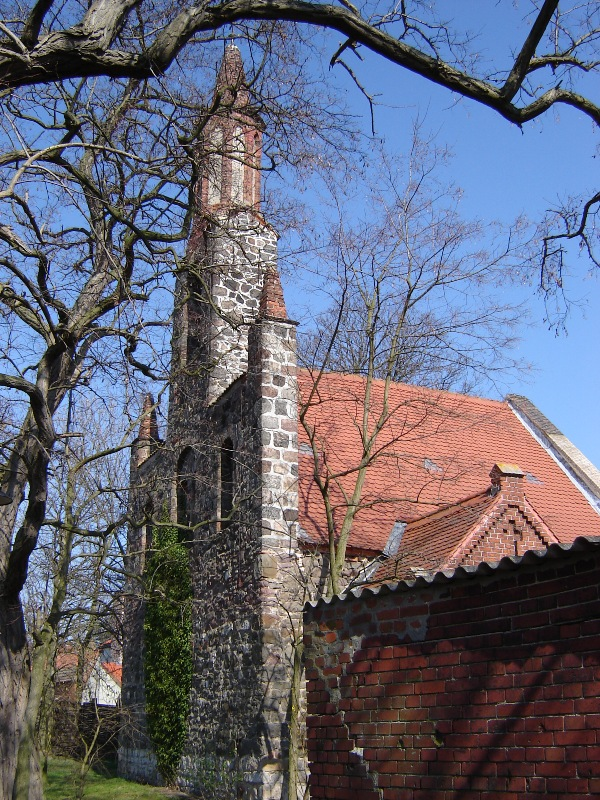
Kirche von Westen
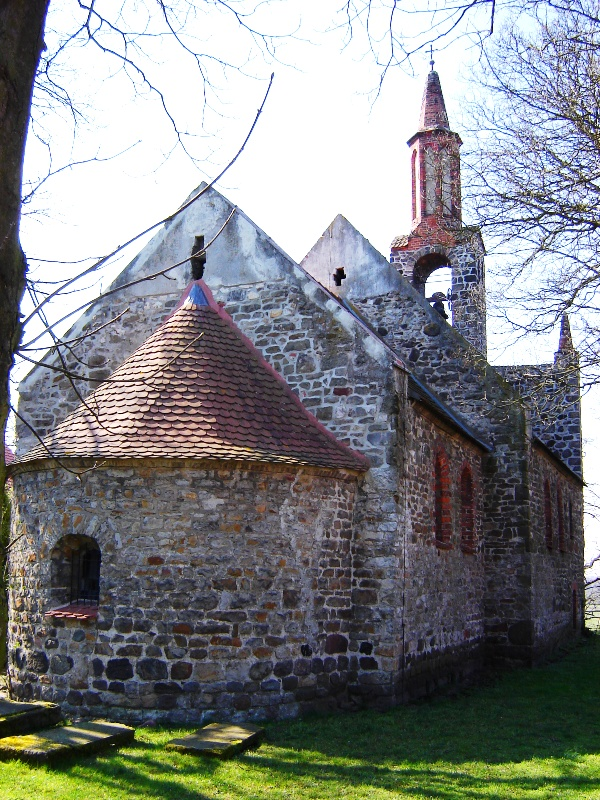
Kirche von Osten
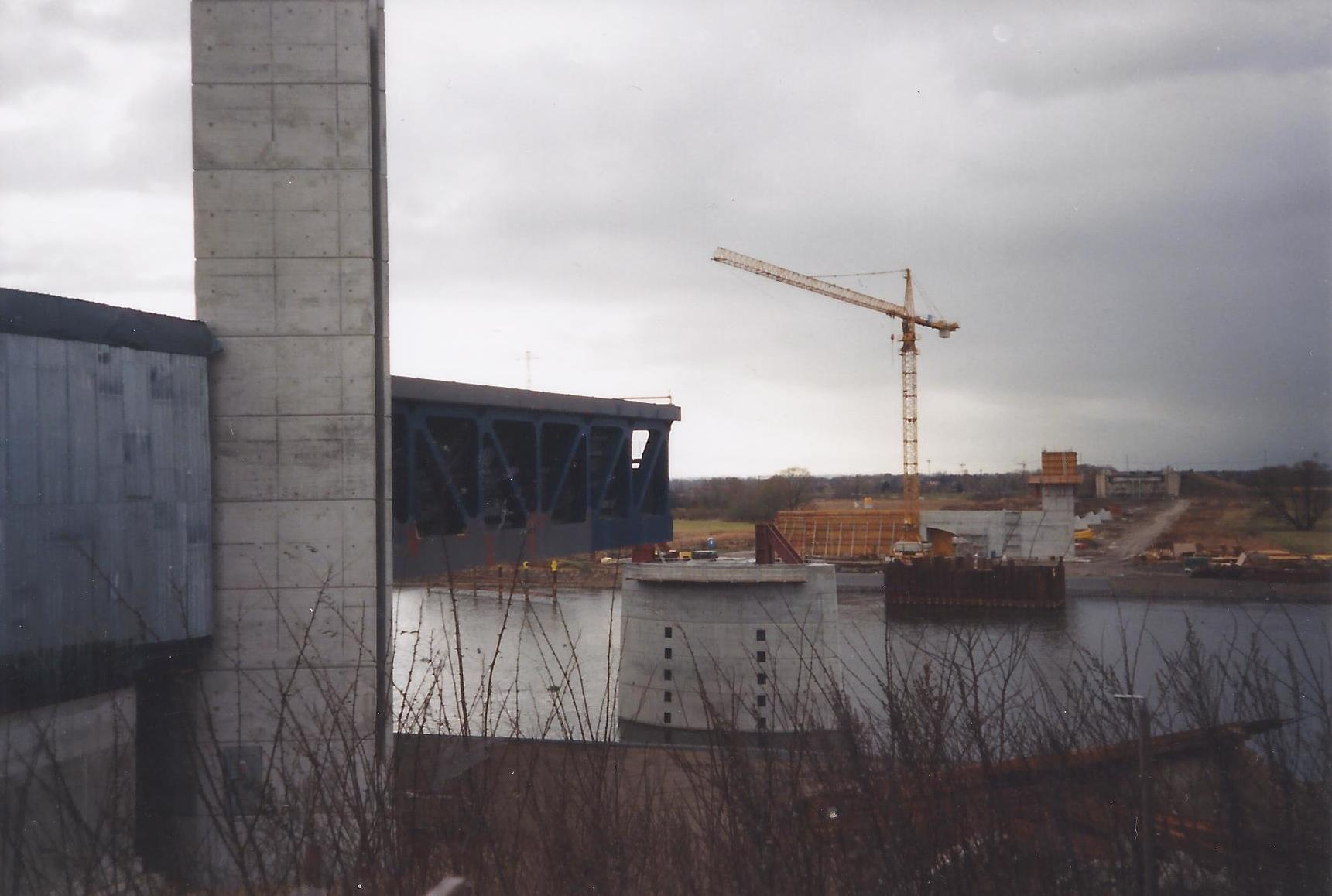
Bau der Trogbrücke
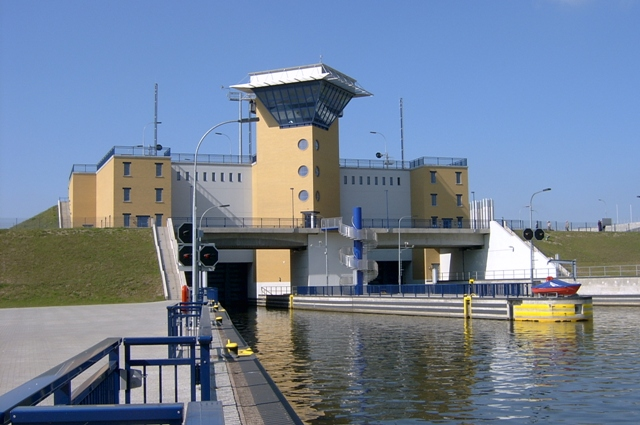
Schleuse Hohenwarthe
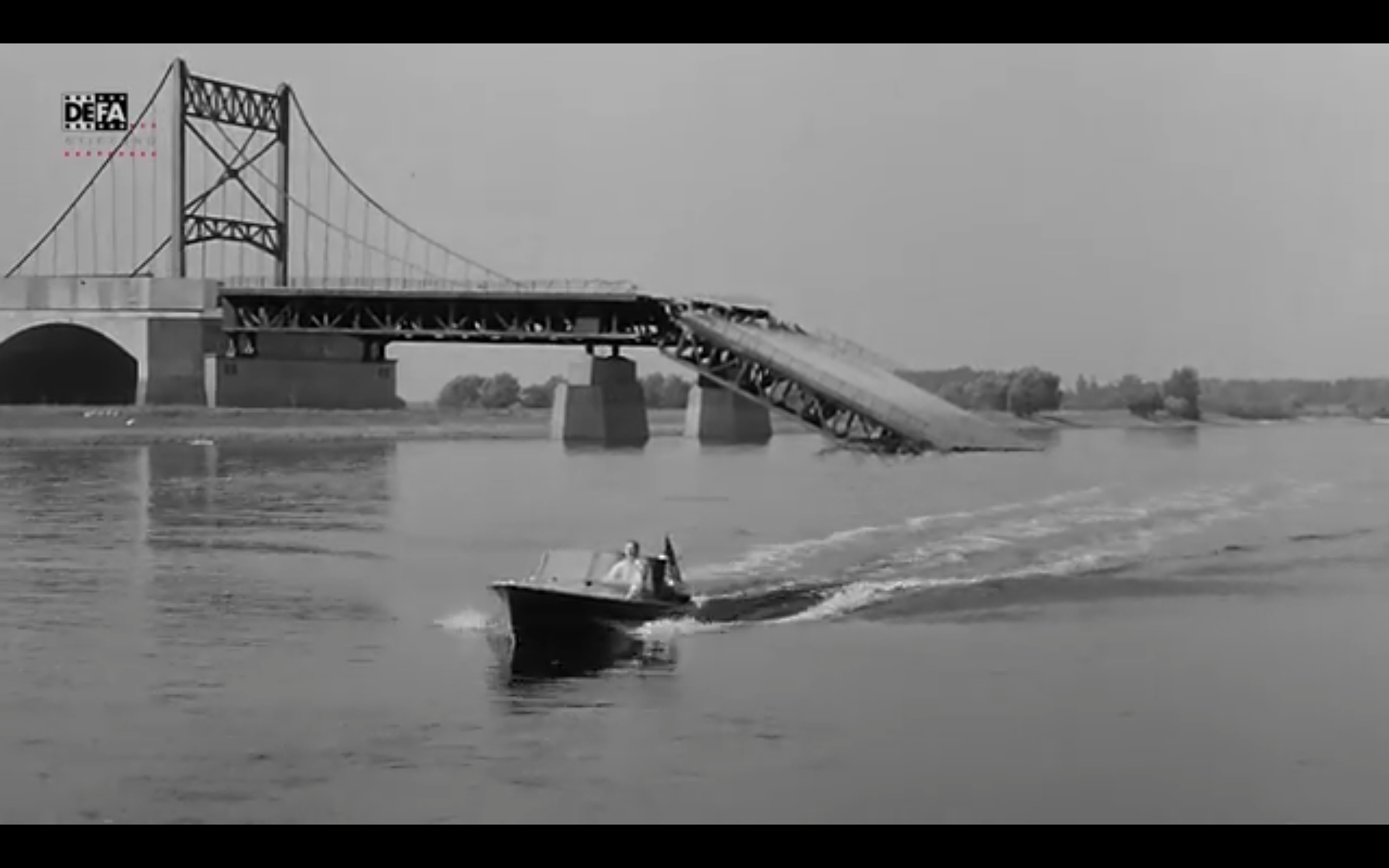
Die alte Kanalbrücke

## Vereine
- Sportverein „Eintracht“ Hohenwarthe
- Sportverein Supernova
- Ortsteilentwicklungsverein Hohenwarthe – Waldschänke e. V.